# Jessye Norman
Jessye Norman (n. 15 septembrie 1945, Georgia, SUA – d. 30 septembrie 2019, New York City, New York, SUA) a fost o cântăreață (soprană) americană de operă și concert. A avut o prezență dominantă pe scenele de operă, concert și în recitaluri.